# Marattia excavata
Marattia excavata là một loài dương xỉ trong họ Marattiaceae. Loài này được Underw. mô tả khoa học đầu tiên năm 1909.